# Rio Siemens
Der Rio Siemens ist ein etwa 43 km langer Nebenfluss des Rio Iguaçu im Südwesten des brasilianischen Bundesstaats Paraná.

## Etymologie und Geschichte

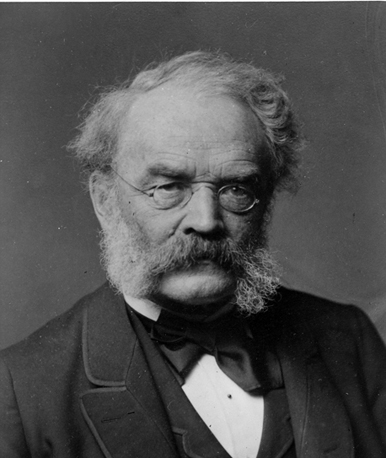
Werner von Siemens (1885)

Der Fluss wurde nach Werner von Siemens (1816–1892) benannt. Siemens hatte unter anderem 1867 die erste längere Telegrafenlinie Brasiliens zwischen dem Kaiserpalast in Rio de Janeiro und der Provinz Rio Grande do Sul errichtet. Ab 1872 verlegte er in dreijähriger Arbeit das rund 2.500 Kilometer lange Kabel zwischen Rio und Montevideo. 1896 war Siemens an der Verlegung eines rund 2.000 Kilometer langen Seekabels durch Teile des Amazonas-Stroms beteiligt, das die entlegenen Regionen mit dem bereits installierten Telegrafennetz verband und den Kautschukboom förderte.
Das Gebiet von Palmas zwischen Rio Iguacu und Rio Uruguay, in dem der Rio Siemens verläuft, war zwischen Brasilien und Argentinien strittig gewesen. Diese hatten die Namen der grenzbestimmenden Flüsse im Vertrag von Madrid 1750 unterschiedlich zugeordnet. Erst 1895 wurde die Palmas-Frage durch einen Schiedsspruch des US-amerikanischen Präsidenten Grover Cleveland zugunsten von Brasilien entschieden. Die brasilianische Regierung setzte anschließend eine Kommission zur Untersuchung des Gebiets ein. Diese gab den größeren bis dahin namenlosen Iguacu-Nebenflüssen die Namen bedeutender Persönlichkeiten aus Technik und Politik (Rios Ampére, Andrada, Benjamin Constant, Capanema, Cotegipe, Floriano, Gonçalves Dias, Siemens oder Silva Jardim).

## Geografie

### Lage
Das Einzugsgebiet des Rio Siemens befindet sich auf dem Terceiro Planalto Paranaense (Dritte oder Guarapuava-Hochebene von Paraná).

### Verlauf
Sein Quellgebiet liegt im Munizip Planalto auf 453 m Meereshöhe etwa 3 km südwestlich der Ortschaft São Valério in der Nähe der PR-583.
Der Fluss verläuft in nördlicher Richtung, wobei er viele Windungen bildet.
Er fließt im Munizip Capanema nahe der Ortschaft Cristo Rei von links in den Rio Iguaçu. Er mündet auf 223 m Höhe. Die Entfernung zwischen Ursprung und Mündung beträgt 26 km. Er ist etwa 43 km lang.

### Munizipien im Einzugsgebiet
Am Rio Siemens liegen die zwei Munizpien Planalto und Capanema.